# Saison 1 du Bureau des légendes
Chronologie
Saison 2
Cet article présente les résumés des épisodes de la première saison de la série télévisée française Le Bureau des légendes.

## Synopsis
Guillaume Debailly, alias Malotru, agent du Bureau des Légendes, revient d'une longue mission en Syrie en tant que clandestin. Contrevenant au règlement, il ne s'est pas complètement séparé de sa fausse identité et commence un double-jeu, déchiré entre ses deux identités.
Cyclone, un autre clandestin en Algérie, disparaît mystérieusement dans un commissariat de police. Cette disparition est un danger majeur pour la DGSE, car il a connaissance de plusieurs dossiers qui seraient remis en cause s'ils étaient révélés.
Marina Loiseau, débutante à la DGSE, obtient sa première mission sous « légende » avec pour but de s'infiltrer en Iran afin de repérer de potentielles sources sur le programme nucléaire du pays.

## Distribution

### Rôles principaux
- Mathieu Kassovitz : Guillaume Debailly, dit « Malotru », agent clandestin de la DGSE
- Jean-Pierre Darroussin : Henri Duflot, directeur du bureau des légendes
- Léa Drucker : Laurène Balmes (9 épisodes), psychiatre
- Sara Giraudeau : Marina Loiseau, agent clandestin de la DGSE en cours de formation
- Florence Loiret Caille : Marie-Jeanne Duthilleul, veilleuse et référente de Malotru

### Rôles secondaires
- Gilles Cohen : colonel Marc Lauré, dit « MAG », directeur du Renseignement
- Zineb Triki : Nadia El Mansour (9 épisodes), universitaire syrienne
- Alexandre Brasseur : Pépé (9 épisodes), agent de soutien logistique de la DGSE
- Michaël Abiteboul : Mémé (9 épisodes), agent de soutien logistique de la DGSE
- Émilie Chesnais : Rim Belviti (9 épisodes), assistante d'Henri Duflot
- Jules Sagot : Sylvain Ellenstein (8 épisodes), responsable technique du bureau des légendes
- Jonathan Zaccaï : Raymond Sisteron (8 épisodes), veilleur et référent de Cyclone
- Jean-Marie Rollin : Édouard Rubin (7 épisodes)
- Ziad Bakri : Nadim El Bachir (7 épisodes), agent des services secrets syriens
- Sarkaw Gorany : Reza Mortazavi (7 épisodes), sismologue iranien, cible de Marina Loiseau
- Dominic Gould : Nathan Chehlaoui (7 épisodes)
- Lily Bensliman : Austerlitz (6 épisodes)
- Youssef Hajdi : Jacques Bordier, dit « Monsieur Jacques » (5 épisodes), ancien veilleur et référent de Cyclone
- Gwenaël Clause : Rémi Boisselier (5 épisodes)
- Alba Gaïa Bellugi : Prune Debailly (5 épisodes), fille de Malotru
- Irina Muluile : Daisy Bappé[1], dite « La Mule ». (5 épisodes), agent de soutien logistique de la DGSE
- Rami Farah : Farouk (5 épisodes)
- Fares Helou : Hachem Al-Khatib (5 épisodes)
- Brad Leland : Peter Cassidy, dit « Youknowwho » (5 épisodes), agent de la CIA en poste à Paris
- Patrick Ligardes : Marcel Gaingouin (4 épisodes), directeur des Opérations

### Acteurs invités
- Ash Goldeh : Interrogateur Marina  (épisode 1)
- Élodie Navarre : Émilie Duflot (épisodes 1, 2 et 5), femme d'Henri Duflot
- Victoire de Villepin : Claudia (épisodes 1 et 2)
- Mehdi Nebbou : Rachid Benarfa, dit « Cyclone » (épisodes 1, 8 et 10)
- Grégoire Bonnet : Jean-François Magnon (épisode 1)
- Atmen Kelif : Shérif Gherbi (épisodes 2, 3 et 6)
- Anne-Lise Kedves : Anne Lebardier (épisodes 2 et 3)
- Lassâad Salaani : Said Gherbi (épisode 2)
- Stéphane Debac : Jérôme Lebrun (épisodes 3, 4 et 6)
- Hassan Zbib : Haytham Bijidi (épisodes 3, 5 et 8)
- Fabien Baïardi : Michel (épisodes 3 et 9)
- Andréa Brusque : Fanny (épisodes 3 et 7)
- Zorah Benali : Mme. Benarfa (épisodes 4 et 9)
- Djemel Barek : Yassin Belkacem, dit « Pigalle » (épisode 4)
- Amaury de Crayencour : Simon (épisodes 5, 6 et 9)
- Donia Eden : Secrétaire de Cyclone (épisode 5)
- Hacène Benzerari : Général Kerbouche (épisodes 6 et 7)
- Nathalie Boutefeu : Elsa (épisode 6)
- Hyam Zaytoun : Yasmina (épisodes 7 à 9)
- Slimane Dazi : Général Lefkir (épisodes 7 et 8)
- Paul-Antoine Veillon : Tristan (épisode 7)
- Soria Moufakkir : Ouria Slimani (épisode 8)
- Stefan Godin : Pierre de Lattre de Tassigny (épisode 9), directeur général de la Sécurité extérieure
- Omar Yami : Jamel Ayich (épisode 9)

## Épisodes
| N° | titre      | Réalisation       | Scénario                                              | Première diffusion | Audiences |
| --- | ---------- | ----------------- | ----------------------------------------------------- | ------------------ | --------- |
| 1 | Épisode 1  | Éric Rochant      | Éric Rochant                                          | 27 avril 2015      | 1 000 000 |
| À la DGSE, le Bureau des Légendes est en crise. Cyclone, un agent clandestin officiant en Algérie, a disparu après s’être fait arrêter pour conduite en état d’ivresse. Les questions s'accumulent. Tout le Bureau est mobilisé pour le retrouver. Guillaume Debailly, Malotru, renoue avec sa vie à Paris, après six années de mission clandestine vécues sous légende à Damas (Syrie). Il revient aux activités du Bureau. Il éprouve du mal à oublier Nadia, sa maîtresse syrienne. Marina, le prochain clandestin du service en partance pour l'Iran, sous couvert de recherches sismologiques, rejoint Malotru pour un déjeuner. Il lui donne une première leçon.                                  |            |                   |                                                       |                    |           |
| 2 | Épisode 2  | Jean-Marc Moutout | Éric Rochant                                          | 27 avril 2015      | 1 000 000 |
| Cyclone est toujours porté disparu, et il faut gérer Gherbi, une source du réseau algérien mise en sommeil qui souhaite être exfiltré à Paris. Malotru enfreint la règle : pour revoir Nadia de passage à Paris, il reprend le nom de Paul Lefebvre, sa légende à Damas. La culpabilité envers le service le ronge et le rend paranoïaque quant à la présence de Nadia. La vie de Marina est « nettoyée » de toutes relations passées risquant de compromettre sa mission. Entraînée par Marie-Jeanne, elle réussit la première étape de la création de sa légende. |            |                   |                                                       |                    |           |
| 3 | Épisode 3  | Jean-Marc Moutout | Éric Rochant, Camille de Castelnau, Cécile Ducrocq    | 4 mai 2015         |           |
| Malotru fait soumettre Gherbi à un interrogatoire pour déterminer s'il est, ou non, un agent double. Nadia participe à de mystérieuses réunions entre Syriens, sans se rendre aux conférences pour lesquelles elle est venue à Paris. Nadim, un agent des services syriens, garant du secret de ces réunions clandestines, voit d’un mauvais œil les sorties nocturnes de Nadia. Malotru confronte Nadia à son mensonge : elle ment quant à ses activités à Paris. Marina intègre l’Institut de physique du globe de Paris. Reza, scientifique iranien, la met à l’épreuve en lui demandant un rapport sur les nouvelles méthodes spectrales. Elle se procure les informations, aidée par Marie-Jeanne. |            |                   |                                                       |                    |           |
| 4 | Épisode 4  | Hélier Cisterne   | Éric Rochant, Camille de Castelnau, Emmanuel Bourdieu | 4 mai 2015         |           |
| En marge d’une rencontre franco-algérienne, Malotru et Henri Duflot sondent l'un des officiers algériens pour savoir si les services secrets algériens détiennent Cyclone. Malotru découvre que Nadia participe à des négociations secrètes. Si Nadim réalise qu’elle fréquente un agent français, Nadia risque d’être tuée. Pour la protéger, Malotru réhabilite sa légende avec ses propres moyens, établissant ainsi un sas hermétique entre ses activités à la DGSE et Nadia. À l'Institut de physique du globe, Reza drague Marina. Inquiète, elle en parle à Marie-Jeanne qui lui recommande d’éviter ses avances, sans l’humilier.                                                               |            |                   |                                                       |                    |           |
| 5 | Épisode 5  | Hélier Cisterne   | Éric Rochant, Camille de Castelnau                    | 11 mai 2015        | 500 000   |
| Sisteron se rend à Alger sur les traces de Cyclone. Dans le même temps, un agent algérien désigné par le Bureau comme Pigalle se manifeste à travers le canal parallèle ouvert par Malotru. Il désire négocier l'échange de Cyclone. Malotru renonce à voir Nadia, tout en restant Paul Lefebvre pour la protéger. Nadim monte une agression pour vérifier si Paul Lefebvre a des réflexes d’agent secret. Marina est arrêtée et brutalement interrogée par la DGSI, qui la soupçonne de travailler pour les services secrets iraniens. Elle doit, une nouvelle fois, se montrer capable de tenir sa légende.                                                                                           |            |                   |                                                       |                    |           |
| 6 | Épisode 6  | Mathieu Demy      | Éric Rochant, Camille de Castelnau, Emmanuel Bourdieu | 11 mai 2015        | 500 000   |
| Malotru communique avec Pigalle qui veut monnayer des informations en échange de Cyclone. L’officier algérien est extrêmement prudent. Il faut l’identifier. Et savoir s'il agit pour son compte ou pour celui des services algériens. Nadim aborde Prune, la fille de Paul, et lui pose des questions sur Paul Lefebvre. À distance, Malotru aide Prune à s'en défaire. Il réalise qu’il est, lui-même, suivi par des agents russes. Jérôme est choisi par Reza pour l’accompagner en Iran. Marina doit trouver un moyen pour l’empêcher de partir. |            |                   |                                                       |                    |           |
| 7 | Épisode 7  | Mathieu Demy      | Éric Rochant, Camille de Castelnau                    | 18 mai 2015        |           |
| Un stratagème s'organise pour amener Kerbouche à la DGSE. Il dit la vérité sur Cyclone, en échange d'un renseignement qui le concerne personnellement. Le temps presse. Cyclone va être remis par le cruel général Lefkir à des terroristes : il est en danger de mort. Le Quai d’Orsay apprend la réalité des négociations secrètes. La DGSE monte une opération de recrutement de Nadia. Marie-Jeanne est convaincue que Malotru ne dit pas tout et qu'il devrait avouer ses fautes. Nadia refuse de trahir son pays. Marie-Jeanne donne une leçon douloureuse à Marina pour lui démontrer qu’elle ne doit pas s’attacher à des sources potentielles.                                                 |            |                   |                                                       |                    |           |
| 8 | Épisode 8  | Laïla Marrakchi   | Éric Rochant, Camille de Castelnau                    | 18 mai 2015        |           |
| La DGSE recrute la secrétaire du général Lefkir. Elle a pour mission de placer un mouchard pour localiser son chef. Nadia refuse définitivement de se laisser recruter. Dévastée par les révélations de Malotru, elle s’évanouit pendant une réunion. Nadim lui offre habilement une oreille pour se confesser. Elle relate la proposition de la DGSE, son refus et confirme ainsi l'activité de Malotru. Marina rencontre Azar, la femme de Reza, lors d’un cocktail à l’IPGP. Marina est sous le charme ; Azar lui pose beaucoup de questions précises. Reza lui confie qu'elle n'est pas sa femme et que les services iraniens l'ont sondée.                                                         |            |                   |                                                       |                    |           |
| 9 | Épisode 9  | Laïla Marrakchi   | Éric Rochant, Camille de Castelnau                    | 25 mai 2015        |           |
| La DGSE se voit proposer un marché par les services algériens. L’idée séduit l’Élysée. La DGSE feint d'accepter ce marché, refusant en réalité de se laisser manipuler par un service de renseignement étranger. MAG missionne Malotru pour trouver un plan B. Malotru reçoit un message de Nadim : Nadia est enfermée dans un cachot. Elle va subir les pires traitements. Nadim propose à Malotru un marché. Si Malotru veut la sauver il doit coopérer. Marina passe un dernier examen de sa légende : un interrogatoire sous l’emprise d’alcool. Elle fait sa valise, et après de brefs adieux, s’envole pour l’Iran.                                                                               |            |                   |                                                       |                    |           |
| 10 | Épisode 10 | Hélier Cisterne   | Éric Rochant, Camille de Castelnau                    | 25 mai 2015        |           |
| À la DGSE, Sisteron attend avec angoisse l’opération de libération de Cyclone qui aura lieu dans quelques jours. Mis en retrait de l’opération Cyclone puisque c’est maintenant le Service des opérations (Action) qui entre en scène, Malotru prend quelques jours de congé. Il en profite pour rencontrer discrètement la CIA. Marie-Jeanne est inquiète : elle n’a pas d'information provenant de Marina. Elle apprend que la nouvelle clandestine a été débarquée de l’avion lors d’une escale à Tbilissi, en Géorgie. |            |                   |                                                       |                    |           |

## Production
L'écriture de la série commence début juin 2013.
La série est inspirée de la vie quotidienne d'un service de la DGSE chargé des agents clandestins vivant « sous légende ».
Pour la scénariste Camille de Castelnau, le thème de départ de la série est le fait de « vivre dans le mensonge ».

## Accueil

### Critiques
La saison 1 reçoit un accueil critique très positif en France. Le Monde salue « la maîtrise du sujet, de l'interprétation offerte par les acteurs (Kassovitz est parfait dans un registre sombre, mêlant force de caractère et faiblesse des sentiments), de la construction rigoureuse des arches narratives et de la gestion des rebondissements » ainsi que le « ton différent et crédible de la série ». Le Nouvel Observateur compare la série à Mad Men et loue la série qui « met en scène avec maestria ce quotidien exceptionnel et fait vivre une équipe convaincante de héros ». L'accueil critique est lui aussi positif, notamment aux États-Unis. The New York Times qualifie la série d'« intelligente et subtile » et Broadwayworld en fait l'éloge : « Une histoire d'espionage captivante, racontée avec sophistication et filmée avec aisance cinématographique » .

### Prix
- Festival Séries Mania 2015 [10] :
  - Prix du jury de la presse internationale - Meilleure interprétation masculine pour Mathieu Kassovitz
  - Nommé Prix du jury de la presse internationale - Meilleure série française
- Meilleure série : Prix du Syndicat Français de la Critique de Cinéma 2015
- Prix de l'Association française des Critiques de Séries (A.C.S.), meilleur interprète, Mathieu Kassovitz.